# Orlando Pingo de Ouro
Orlando (Recife, Brasil, 4 de diciembre de 1923-Río de Janeiro, Brasil, 4 de agosto de 2004) fue un futbolista de Brasil que jugó en la posición de centrocampista.

## Carrera

### Club
| Periodo   | Club                     |
| --------- | ------------------------ |
| 1942–1945 | Clube Náutico Capibaribe |
| 1945–1954 | Fluminense FC            |
| 1954      | Santos                   |
| 1954–1955 | Atlético Mineiro         |
| 1956      | Botafogo FR              |
| 1956–1957 | Canto do Rio FBC         |

### Selección nacional
Jugó para Brasil en tres partidos de la Copa América 1949 donde anotó dos goles y ganó el título.

## Logros

### Club
- Copa Rio: 1952
- Campeonato Carioca: 1946, 1951
- Campeonato Mineiro: 1954, 1955
- Torneio Municipal: 1948
- Torneio Início do Campeonato Carioca: 1954 e 1956
- Torneio José de Paula Júnior: 1952
- Copa das Municipalidades do Paraná: 1953
- Taça Benemérito João Lira Filho – (inauguración del estadio de Olaria: 1947 (Fluminense versus Vasco)
- Taça V.C Borba: 1947 (Atlético PR versus Flu)
- Taça Folha da Tarde: 1949 (Internacional-RS versus Flu)
- Taça Casa Nemo: 1949
- Troféu Prefeito Acrisio Moreira da Rocha: 1949 (Fla-Flu)
- Taça Secretário da Viação de Obras Públicas da Bahia: 1951 (Bahia versus Fluminense)
- Taça Madalena Copello: 1951 (Fla-Flu)
- Taça Desafio: 1954 (Fluminense versus Uberaba)

### Selección nacional
- Copa América: 1949